# Xylica kilimandjarica
Xylica kilimandjarica är en insektsart som beskrevs av Sjöstedt 1909. Xylica kilimandjarica ingår i släktet Xylica och familjen Bacillidae. Inga underarter finns listade i Catalogue of Life.